# Böngészőeltérítés
A böngészőeltérítés (browser hijacking) a webböngésző beállításainak kéretlen változtatása egy malware, spyware vagy számítógépes vírus által. Az „eltérítés” (hijacking) kifejezés utal arra, hogy a felhasználó beleegyezése nélkül történik a változtatás. A böngészőeltérítő lecserélheti a kezdőlapot, a hiba esetén megjelenő lapokat vagy a keresési oldalt a sajátjára. Ezeket általában arra használja, hogy egy weboldal számára kattintásokat generáljon.
Egyes böngészőeltérítések könnyen visszaállíthatók, míg mások nehezebben. Különböző szoftvercsomagok léteznek az ilyen módosítások megakadályozására.